# Moffat (Dumfries and Galloway)
Moffat ist ein Ort in der Council Area von Dumfries and Galloway im Süden Schottlands mit ca. 2500 Einwohnern.

## Lage
Moffat liegt im Tal des River Annan in einer Höhe von ca. 120 m. Die beiden Großstädte Glasgow und Edinburgh sind jeweils annähernd 100 km in nordwestlicher bzw. nordöstlicher Richtung entfernt.

## Geschichte
Moffat war lange Zeit ein wichtiger Markt für den Wollhandel; eine im Jahr 1875 gestiftete Widderstatue erinnert bis heute daran.
Vom 19. Jahrhundert bis kurz nach dem Ersten Weltkrieg war Moffat dank des schwefelhaltigen Wassers der Umgebung Schottlands wichtigstes Kurbad. Noch heute existieren in Moffat viele Hotels.

## Sehenswürdigkeiten
- Die im Jahr 1685 am Waldrand entdeckte schwefelhaltige Quelle (Moffat Well) existiert noch immer. Von hier wird ein Teil des Wassers in die Town Hall geleitet.[2]
- Die meisten Gebäude Moffats stammen aus dem 19. und frühen 20. Jahrhundert; nur wenige Bauten sind älter. Das im Jahr 1878 erbaute Moffat Hydropathic Hotel mit seinen über 300 Zimmern brannte im Jahr 1921 ab.

Umgebung
- In der Nähe der Stadt liegt das vom National Trust for Scotland verwaltete Grey Mare’s Tail Nature Reserve mit dem rund 60 m hohen Wasserfall Grey Mare's Tail.

## Persönlichkeiten
- John Alexander Stewart (1846–1933), Philosoph und Klassischer Philologe

## Sonstiges
Im Jahr 1935 geriet Moffat durch den Fund zweier Leichen in einem Tümpel in die Schlagzeilen. Die Identifizierung der Opfer durch den schottischen Rechtsmediziner John Glaister führte zur Verurteilung des Mörders Buck Ruxton aus Lancaster (Lancashire) und waren ein Meilenstein der forensischen Gerichtsmedizin.